# Комірцева акула поперечносмугаста
Комірцева акула поперечносмугаста (Parascyllium collare) — акула з роду Комірцеві акули родини Комірцеві акули. Інша назва «мережева комірцева акула».

## Опис
Загальна довжина досягає 85-87 см. Самиця трохи більше за самця. Голова округла, схожа на котячу. Очі овальні. Під ними невеликі вусики. Під ніздрями є шкіряні нарости. Рот маленький. У неї 5 пар зябрових щілин. Тулуб вузький, подовжений. Має 2 спинних та анальний плавець. Спинні плавці однакового розміру, розташовані ближчі до хвоста. Перший спинний плавець розміщено між черевними плавцями та анальним. Хвостовий плавець вузький з нерозвиненою нижньою лопатю.
Забарвлення спини та боків від жовтого до червонувато-коричневого. На тулубі та хвості має 6-8 темних сідлоподібних плям. По всьому тілу розкидані окремі великі темно-коричневі плямочки, окрім грудних плавців. В області зябрових щілин присутнє нечітка темно-коричнева пляма—комір.

## Спосіб життя
Зустрічається на глибині від 20 до 160 м, на континентальному шельфі. Тримається рифових, кам'янистих та скелястих ділянок дна з багатою водяною рослинністю. Живиться ракоподібними, молюсками та морськими черв'яками.
Статева зрілість настає у самців при розмірі 80 см, самиць — 85 см. Це яйцеживородна акула.

## Розповсюдження
Мешкає біля узбережжя східної Австралії — від Нового Південного Вельсу до вікторії, південної Габо та о. Мулулаба.